# لاري تريمبلي
لاري تريمبلي (بالإنجليزية: Larry Tremblay)‏ (17 أبريل 1954، شيكوتيمي في كندا)؛ شاعر، كاتب، ممثل وروائي كندي. درس في جامعة كيبيك في مونتريال.

## روابط خارجية
- لاري تريمبلي على موقع IMDb (الإنجليزية)